# Národní park Vatnajökull
Národní park Vatnajökull (islandsky  Vatnajökulsþjóðgarður) je jedním ze tří národních parků na Islandu. Leží v jihovýchodní části Islandu a část parku zasahuje na sever, rozkládá se na ploše 14 967 km2 (září 2021), což je přes 14 % území Islandu. Kromě samotného stejnojmenného ledovce Vatnajökull je součástí parku i okolní sopečná krajina. Národní park Vatnajökull vznikl 7. června 2008 spojením dvou národních parků Jökulsárgljúfur a Skaftafell, při založení se park rozkládal na ploše 12 000 km², následně byl rozšiřován o další území. Je druhým největším národním parkem v Evropě po ruském parku Jugyd va. Žádost o zařazení národního parku na seznam světového dědictví UNESCO jako přírodní oblast se připravovala od roku 2016 a na 43. zasedání výboru světového dědictví v Baku dne 5. července 2019 byl národní park zapsán na seznam světového dědictví UNESCO.

## Fotogalerie

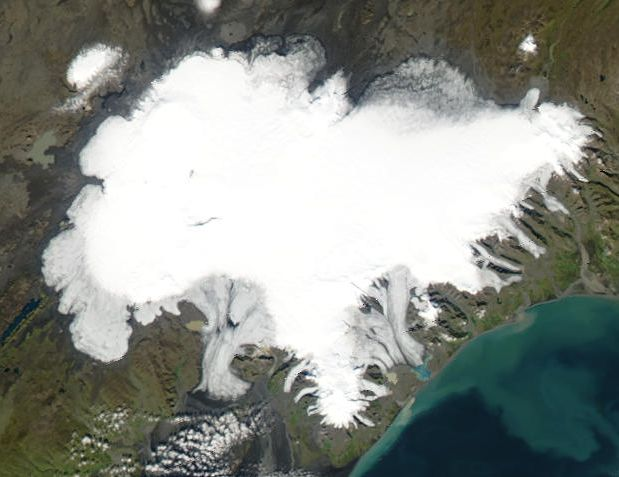
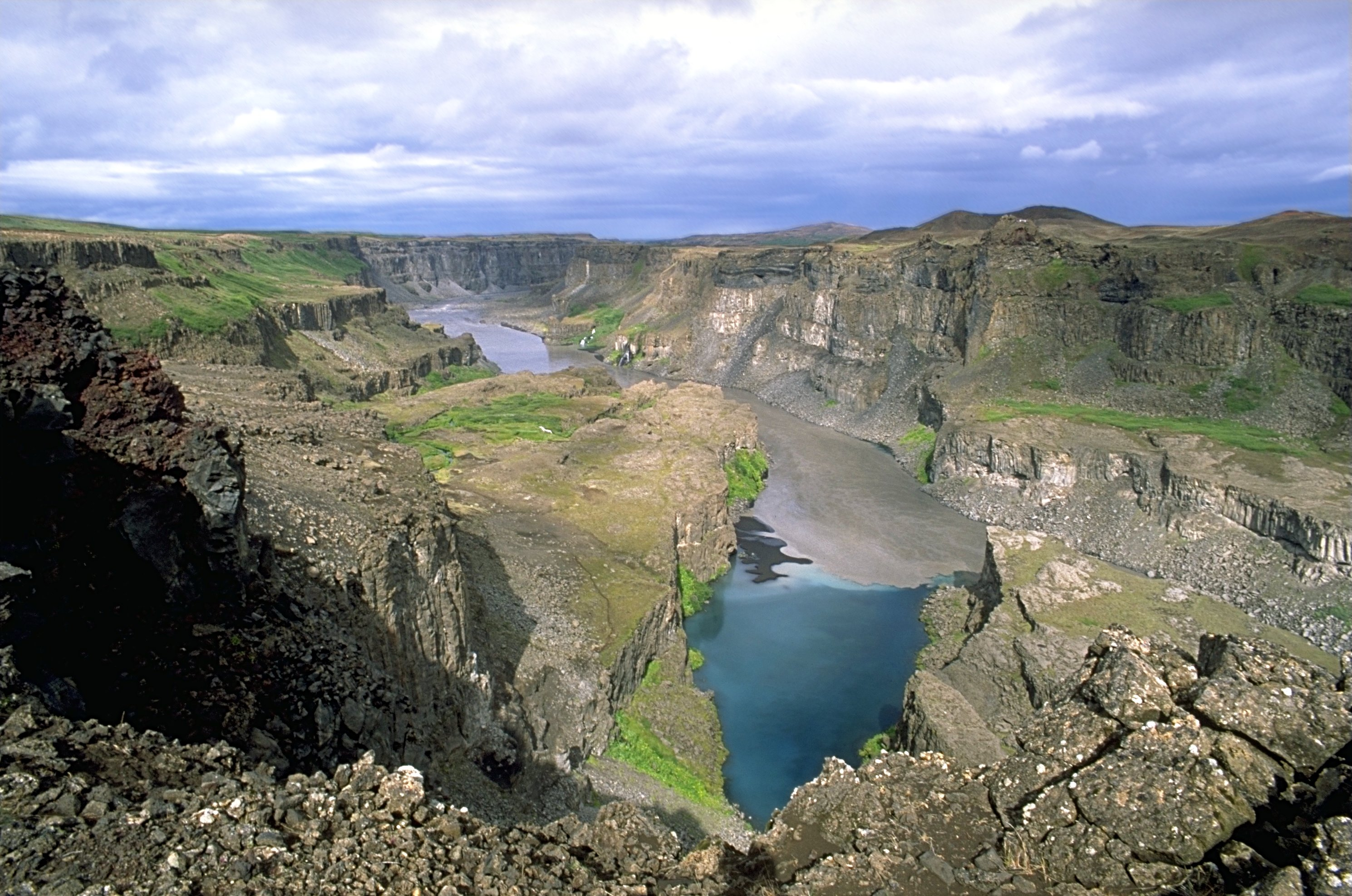
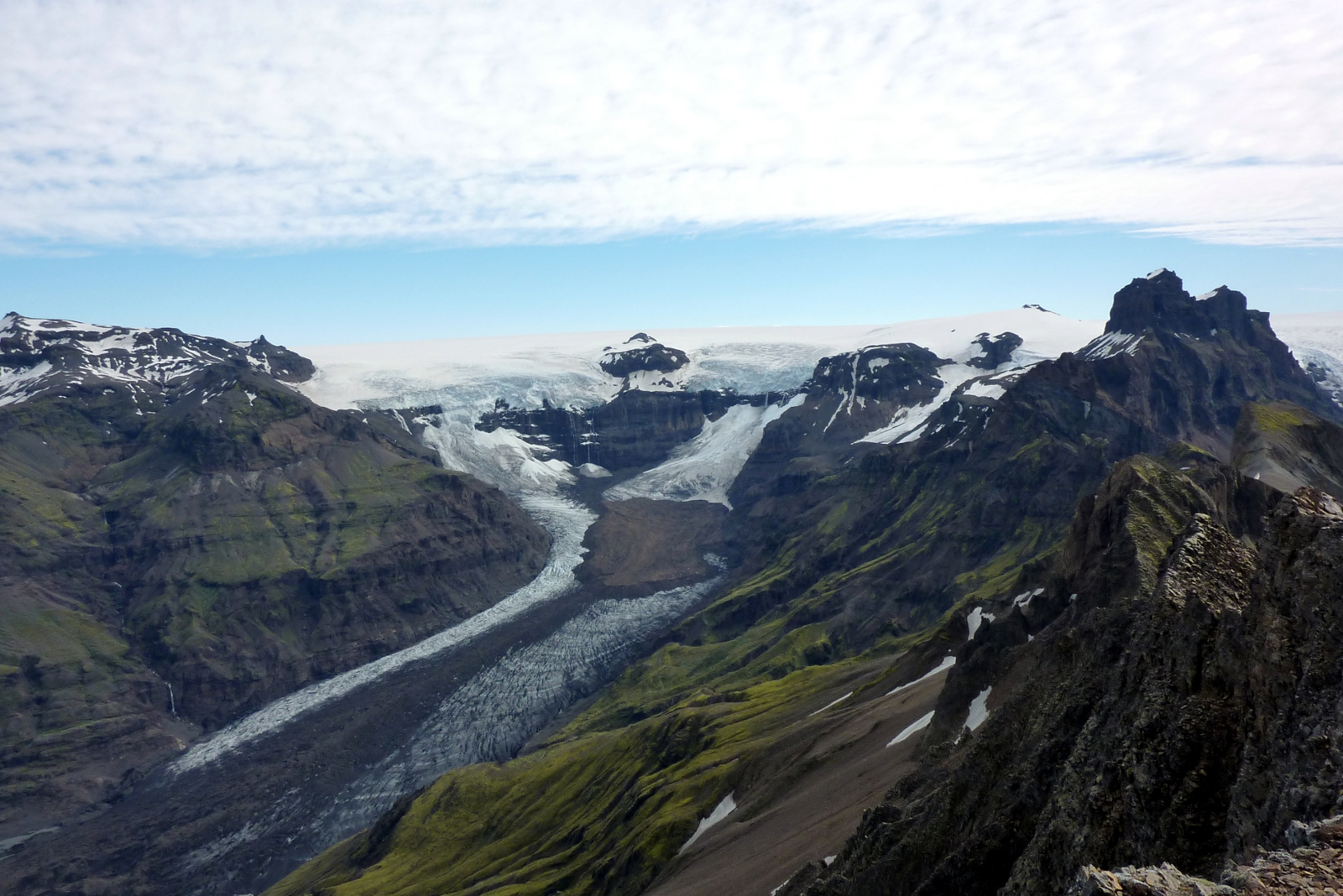